# 데이나 딜레이니
데이나 딜레이니(Dana Delany, 1956년 3월 13일 ~ )는 미국의 배우이다.

## 참여 작품

### 영화
- 결혼 만들기
- 툼스톤 (1993년 영화)
- 배트맨 - 유령의 마스크
- 아름다운 비행
- 와이드 어웨이크
- 저스티스 리그: 플래시포인트 패러독스

### 텔레비전
- 애즈 더 월드 턴즈
- 블루문 특급
- 매그넘 P.I.
- 치어스
- 우주전함 타이거
- 슈퍼맨 (애니메이션)
- 유죄
- 저스티스 리그 (애니메이션)
- 보스턴 리걸
- 엘 워드
- 배틀스타 갈락티카 (2004년 드라마)
- 키드냅 (드라마)
- 더 배트맨 (애니메이션)
- 위기의 주부들
- 배트맨 더 브레이브
- 캐슬 (드라마)
- 바디 오브 프루프
- 불 (드라마)

### 기타
- 헛소동